# Ümürbek Bazarbaýew
Ümürbek Bazarbaýew (ur. 17 września 1981) – turkmeński sztangista, olimpijczyk.
Zawodnik czterokrotnie reprezentował swój kraj na igrzyskach olimpijskich: w 2000 w Sydney, 2004 w Atenach, 2008 w Pekinie i 2012 w Londynie - bez większych sukcesów. W roku 2008 zdobył brązowy medal na Mistrzostwach Azji w podnoszeniu ciężarów.